# Johann Friedrich Daniel Olff
Johann Friedrich Daniel Olff (* 1. Dezember 1725 in Katzenelnbogen; † 13. Oktober 1780) war ein deutscher evangelischer Theologe.

## Leben
Johann Friedrich Daniel Olff war der Sohn des Lehrers Johann Georg Olf, der später in Eberstadt als Prediger wirkte und dort 1751 verstarb, und dessen Frau, einer geborenen Stüber, die die älteste Tochter eines Nieder-Beerbacher Pfarrers war. Vorgebildet wurde Olff von seinem Vater bis zum zwölften Lebensjahr. Er besuchte auch eine Eberstädter Schule, deren Rektor Bindewald ihn besonders unterrichtete. Dann ging er an das Pädagogium Darmstadt.
Nach vier Jahren am Pädagogium, 1742, somit im Alter von 17 Jahren, bezog Olff die Universität Gießen, um Theologie und die alten Sprachen zu studieren. Seine Lehrer waren unter anderem Johann Georg Liebknecht, Johann Hermann Benner (1699–1782), Ernst Friedrich Neubauer und Heinrich Christoph Nebel.
Weil die Eltern nicht viel Geld hatten, musste Olff bereits nach drei Jahren das Studium beenden. Er kehrte zu seinen Eltern zurück. Dort übte er, zu predigen und begann, als Hauslehrer mehrerer Darmstädter Familien zu fungieren. 1747 wurde er Feldprediger bei einem Infanterieregiment, das aus Darmstadt stammte und in die Niederlande ging. Diese Funktion übte er zwei Jahre aus. Während dieser Zeit litt er unter den Beschwerden des Feldzugs sowie unter dem Klima, das seine ohnehin schwache Gesundheit aber nicht verschlechterte, sondern eher stärkte.
1749 wurde Olff Pfarrer in Pfungstadt. Drei Jahre später, März 1752, erhielt er eine Stelle als dritter Stadtpfarrer in Darmstadt. Als der dortige zweite Stadtpfarrer Pauli 1758 starb, erhielt Olff dessen Amt. Assessor des Konsistoriums sowie Definitor wurde er außerdem 1770. Drei Jahre darauf erhielt er schließlich die erste Pfarrstelle. Zum Konsistorialrat stieg er im Folgejahr, 1774, auf. 1780 ernannte man ihn zum Scholarchen und Superintendenten der Grafschaft Katzenelnbogen und der Herrschaft Eppstein.
54-jährig verstarb Olff am 13. Oktober 1801.

## Familie
Olff war mit der Tochter des ersten Stadtpfarrers in Darmstadt, Johann Conrad Reiß (* 1701), verheiratet. Die einzige Tochter, die der Ehe entstammte, starb 1768.

## Wirken
Heinrich Döring beschrieb Olff als Theologen mit guten Kenntnissen in einzelnen theologischen Disziplinen, der ungeheuchelte Religiosität gelebt habe. Er habe sich dafür eingesetzt, Zweifelnden zu versichern, es gebe ein ewiges Leben nach dem Tod, und ihre Herzen zu veredeln. Dabei lebte er selbst seiner Lehre entsprechend und zeigte sich sittlich.
Olff schrieb lediglich einige Schriften asketischen Inhaltes.

## Werke
- Gründe zur Beruhigung unsers Herzens wider die Schrecken des Todes und der Verwesung, aus der Gewißheit der Unsterblichkeit der Seele hergeleitet (Darmstadt 1746)
- Die fürchterlichen Folgen der schändlichen Sünde des Meineids, in einer Predigt zu Pfungstadt am ersten Sonntage nach Trinit. 1751 aus dem ordentlichen sonntäglichen Evangelio, bei Gelegenheit einer neuern Fahne, welche dem zu seliber Zeit hier in Quartier gelegenen hochfürstl. hess. Darmst. Löbl. Leibregiment Garde des Dragons am 11. Juny übergeben ward u. s. w. dargestellt (Frankfurt am Main 1751)
- Die vortreffliche Aufführung eines Christen in Absicht auf jene große Veränderung, da seine Augen im Tode brechen sollen; beim Absterben des Herrn Kammerdirectors R. L. Hombergk zu Darmstadt, aus Ps. 31, 6 (Darmstadt 1755)